# Teiu, Alba
Teiu este un sat în comuna Horea din județul Alba, Transilvania, România.

## Galerie de imagini

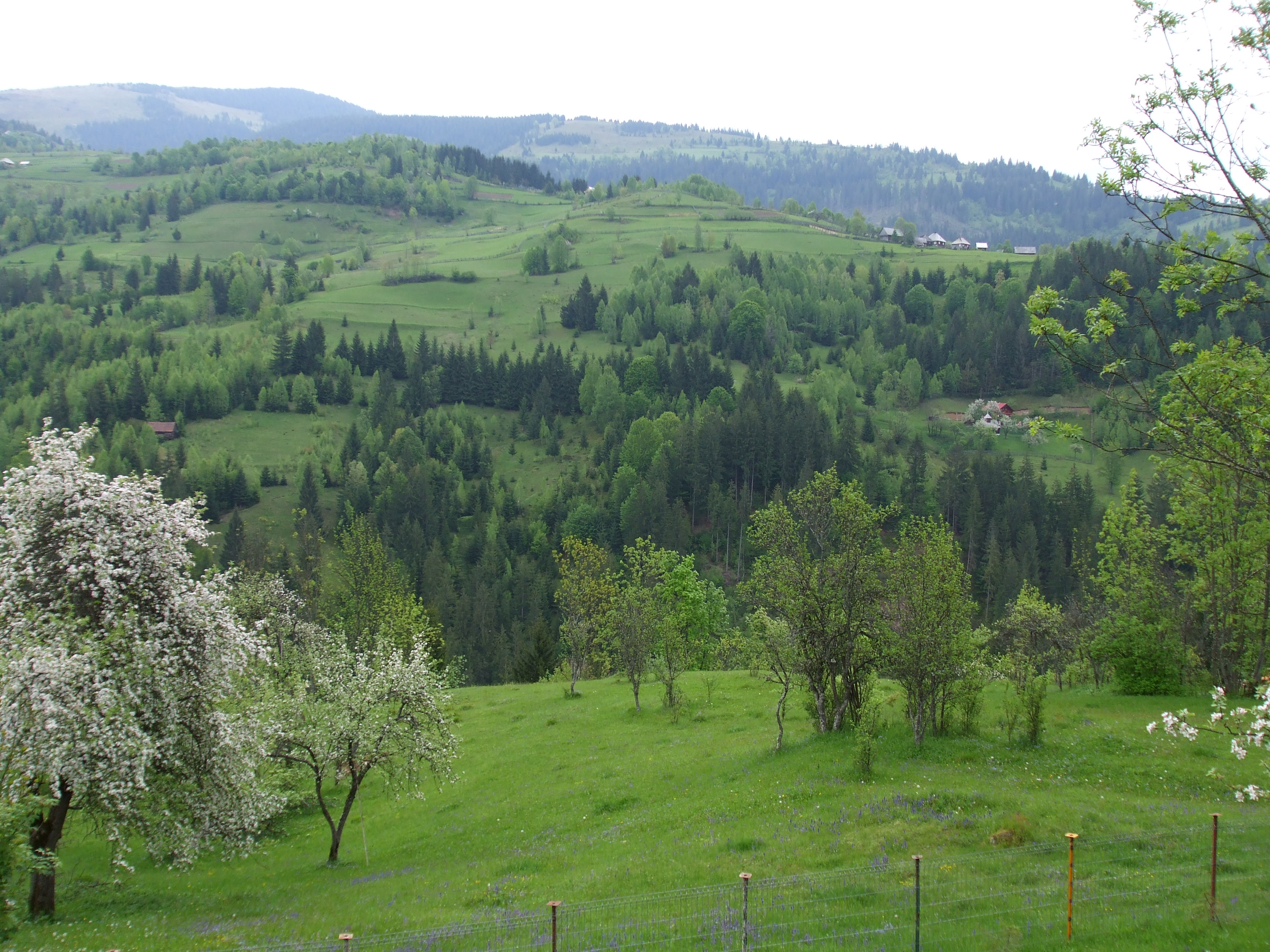
Satul Teiu , comuna Horea,jud.Alba.

 Acest articol despre o localitate din județul Alba este deocamdată un ciot. Puteți ajuta Wikipedia prin completarea lui.